# Andrej Končalovskij
Andrej Končalovskij (in russo Андрей Кончаловский?), pseudonimo di Andrej Sergeevič Michalkov (in russo Андрей Сергеевич Михалков?; Mosca, 20 agosto 1937), è un regista, sceneggiatore e produttore cinematografico sovietico, dal 1991 russo.

## Biografia
Figlio dello scrittore e poeta Sergej Michalkov, e fratello del regista Nikita Michalkov, da giovane pensò di seguire la carriera di musicista e imparò a suonare il piano, ma poi finì per iscriversi alla scuola di cinema VGIK, allora diretta da Michail Romm, dove incontrò Andrej Tarkovskij. Per quest'ultimo, Končalovskij recitò prima in una piccola parte nel suo film d'esordio L'infanzia di Ivan (1962) e poi co-sceneggiò il suo secondo lungometraggio, Andrej Rublëv (1966).
Parallelamente alla sua carriera di sceneggiatore, Končalovskij si dedica alla regia e, ispirandosi ad un racconto di Čyngyz Ajtmatov, esordisce nel 1965 con Il primo maestro, in cui riemerge l'ambiente russo all'indomani della Rivoluzione. Il suo secondo film, Storia di Asja Kljačina che amò senza sposarsi (1966), viene censurato in patria per un certo realismo sulla vita nei kolchoz e ha una vita travagliata nelle sale.
La svolta avviene nel 1971 con un pluripremiato adattamento dello Zio Vanja di Čechov, che fa interpretare al noto attore sovietico Innokentij Smoktunovskij, riuscendo quindi a emergere in una realtà cinematografica delle dimensioni, per numero e qualità delle produzioni, immensa, quale quella sovietica di quel periodo. Negli anni successivi dirige Romans o vljublënnych ("La romanza degli innamorati", 1974), per il quale vince il Globo di Cristallo al Festival internazionale del cinema di Karlovy Vary. Vince poi con Siberiade (1979), in cui denuncia le condizioni di vita della popolazione in Siberia, il Grand Prix Speciale della Giuria al Festival di Cannes.
Il crescente apprezzamento dei suoi film gli permette di lavorare anche all'estero, tra cui negli Stati Uniti, dove si trasferisce negli anni ottanta e dirige film come Maria's Lovers (1984) con Nastassja Kinski, A 30 secondi dalla fine (1985), da un soggetto originale di Akira Kurosawa, Duet for One (1986) con Julie Andrews e Tango & Cash (1989), con Sylvester Stallone e Kurt Russell. Tornato in patria, dirige Asja e la gallina dalle uova d'oro (1994). Nel 1998 vince un Primetime Emmy Award per la regia della miniserie televisiva di produzione statunitense L'Odissea, con Armand Assante.

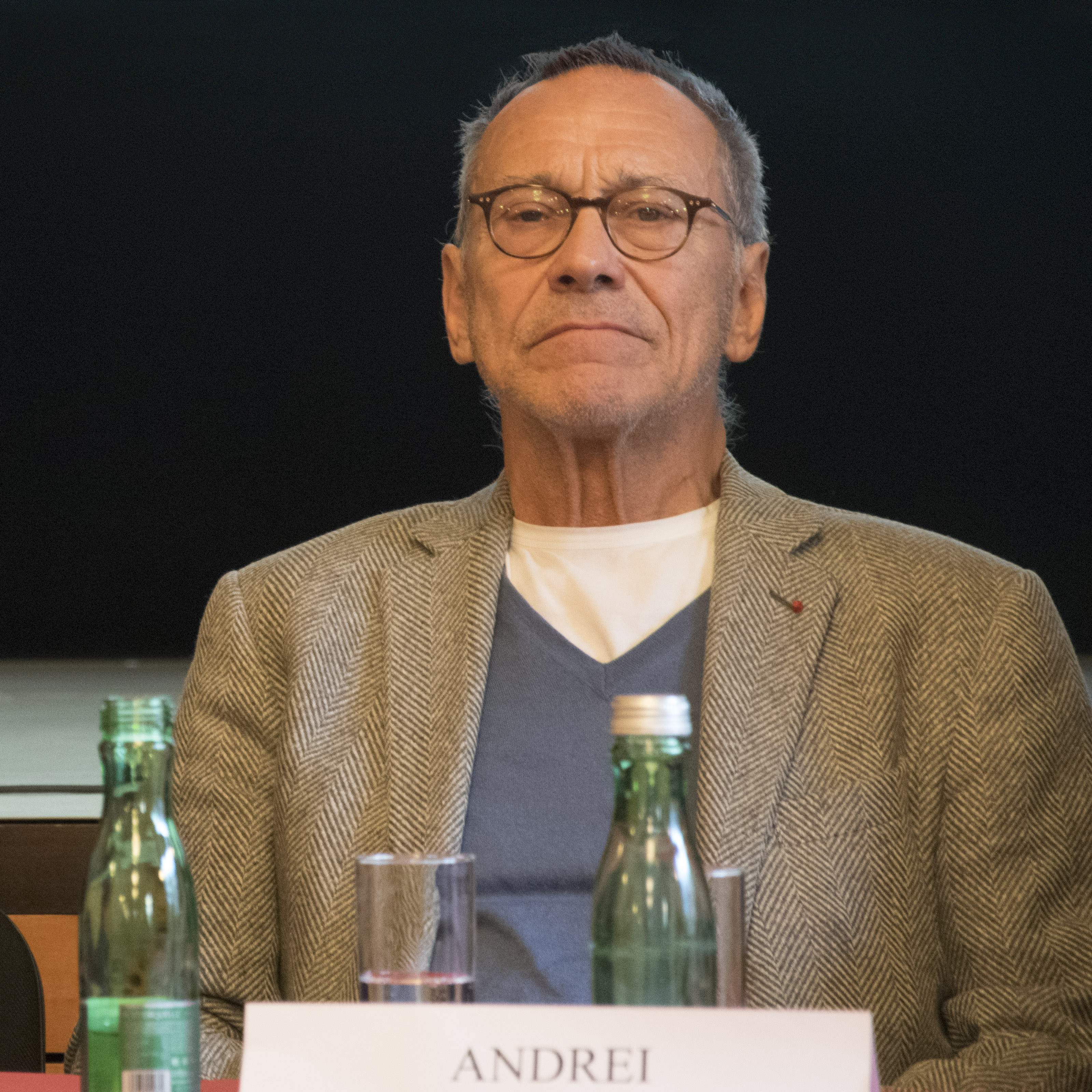
Andrej Končalovskij a una conferenza stampa a Vienna nel 2016

Nel 2014 vince il Leone d'Argento per la miglior regia alla 71ª Mostra del cinema di Venezia con Belye noči počtal'ona Alekseja Trjapicyna, premio che vincerà di nuovo due anni dopo per Paradise (2016), ex aequo con Amat Escalante per La región salvaje. Il film è stato selezionato come candidato russo per il miglior lungometraggio internazionale all'89ª edizione degli Academy Awards.
Nel 2020, Končalovskij ha diretto Dorogie tovarišči, un dramma storico sul massacro di Novočerkassk. Il film ha vinto il Premio speciale della giuria alla 77ª Mostra Internazionale d'Arte Cinematografica di Venezia. Anthony Lane, scrivendo per il New Yorker, ha definito il film il "capolavoro" di Končalovskij.

## Opinioni politiche
Nel 2012, Končalovskij è stato uno dei 103 personaggi pubblici a firmare una petizione a sostegno della band Pussy Riot durante il processo del 2012.
Končalovskij ha appoggiato Sergej Sobjanin di Russia Unita nelle elezioni del sindaco di Mosca del 2013.
Nel periodo precedente alle elezioni presidenziali russe del 2024, Končalovskij ha sostenuto la candidatura di Vladimir Putin, descrivendolo come "un leader straordinario, la persona più coraggiosa e saggia".

## Vita privata
Končalovskij è stato sposato cinque volte. La prima moglie era Irina Kandat. La seconda moglie è stata l'attrice russa Natal'ja Arinbasarova, dalla quale ha avuto un figlio: il regista russo Egor, nato il 15 gennaio 1966. La terza moglie è stata Viviane Godet, dalla quale ha avuto una figlia, Aleksandra Michalkova, nata il 6 ottobre 1971. La quarta moglie era Irina Ivanova, dalla quale ha avuto due figlie: Natal'ja ed Elena. La quinta moglie è l'attrice russa Julija Vysockaja; sono sposati dal 1998 e hanno due figli: Marija (1999) e Pëtr (2003).
Nell'ottobre 2013, Končalovskij e la figlia Maria sono rimasti coinvolti in uno scontro automobilistico nel sud della Francia. Končalovskij ha perso il controllo di una Mercedes a noleggio e ha sterzato schiantandosi contro un'auto in arrivo. Maria ha subito un trauma cranico ed è stata posta in coma indotto. Nel 2018, le condizioni di Maria erano migliorate ed è tornata in Russia.

## Filmografia

### Regista

#### Cinema
- Mal'čik i golub' – cortometraggio (1961)
- Il primo maestro (Pervyj učitel') (1965)
- Storia di Asja Kljačina che amò senza sposarsi (Istorija Asi Kljačinoj, kotoraja ljubila, da ne vyšla zamuž) (1966)
- Dvorjanskoe gnezdo (1969)
- Zio Vanja (Djadja Vanja) (1970)
- Romans o vljublënnych (1974)
- Siberiade (Sibiriada) (1979)
- Maria's Lovers (1984)
- A 30 secondi dalla fine (Runaway Train) (1985)
- Duet for One (1986)
- I diffidenti (Shy People) (1987)
- Homer & Eddie (1989)
- Tango & Cash (1989)
- Il proiezionista (The Inner Circle) (1991)
- Asja e la gallina dalle uova d'oro (Kuročka Rjaba) (1994)
- Lumière et compagnie (1995) - diretto con altri 39 registi
- La casa dei matti (Dom durakov) (2002)
- Al buio (Dans le noir), episodio di Chacun son cinéma - A ciascuno il suo cinema (Chacun son cinéma ou Ce petit coup au cœur quand la lumière s'éteint et que le film commence) (2007)
- Gloss (Gljanec) (2007)
- Lo schiaccianoci (The Nutcracker) (2010)
- Belye noči počtal'ona Alekseja Trjapicyna (2014)
- Paradise (Raj) (2016)
- Il peccato - Il furore di Michelangelo (2019)
- Dorogie tovarišči (2020)

#### Televisione
- L'Odissea (The Odyssey) – miniserie TV, 2 puntate (1997)
- The Lion in Winter - Nel regno del crimine (The Lion in Winter) – film TV (2003)

### Sceneggiatore

#### Cinema
- Mal'čik i golub' – cortometraggio (1961)
- Il rullo compressore e il violino (Katok i skripka), regia di Andrej Tarkovskij – mediometraggio (1961)
- Bol'šoj fitil', regia di Meri Anjaparidze, Ėduard Bočarov, Vitol'd Bordzilovskij, Jurij Prytkov, Sof'ja Mil'kina, Aleksandr Mitta, Vladimir Fetin e Vladimir Rapoport (1964)
- Il primo maestro (Pervyj učitel') (1965)
- Andrej Rublëv, regia di Andrej Tarkovskij (1966)
- Tashkent - non shahri, regia di Shuhrat Abbosov (1968)
- Dvorjanskoe gnezdo (1969)
- Atamannıñ aqırı, regia di Şäken Aymanov (1970)
- Pesn' o Manšuk, regia di Mäjït Begalïn (1970)
- Zio Vanja (Djadja Vanja) (1970)
- Ždem tebya, paren'..., regia di Ravil Batırov (1972)
- Nečajannye radosti, regia di Rustam Chamdamov (1972)
- Sed'maja pulja, regia di Ali Hamroyev (1973)
- Il feroce grigio (Kök serek), regia di Tölömüş Okeev (1974)
- Schiava d'amore (Raba ljubvi), regia di Nikita Michalkov (1974)
- Siberiade (Sibiriada) (1979)
- Maria's Lovers (1984)
- Duet for One (1986)
- I diffidenti (Shy People) (1987)
- Il proiezionista (The Inner Circle) (1991)
- Asja e la gallina dalle uova d'oro (Kuročka Rjaba) (1994)
- La casa dei matti (Dom durakov) (2002)
- Al buio (Dans le noir), episodio di Chacun son cinéma - A ciascuno il suo cinema (Chacun son cinéma ou Ce petit coup au cœur quand la lumière s'éteint et que le film commence) (2007)
- Gloss (Gljanec) (2007)
- Moroz po kože, regia di Chris Solimine (2007)
- I demoni di San Pietroburgo, regia di Giuliano Montaldo (2008) - soggetto
- Lo schiaccianoci (The Nutcracker) (2010)
- Belye noči počtal'ona Alekseja Trjapicyna (2014)
- Paradise (Raj) (2016)
- Il peccato - Il furore di Michelangelo (2019)
- Dorogie tovarišči (2020)

#### Televisione
- Assassinio sul Transiberian Express (Transsibir ékspresi), regia di Eldar Orazbaev – film TV (1977)
- L'Odissea (The Odyssey) – miniserie TV, 2 puntate (1997)

### Produttore
- Asja e la gallina dalle uova d'oro (Kuročka Rjaba) (1994)
- La casa dei matti (Dom durakov) (2002)
- Gloss (Glyanets) (2007)
- Moroz po kože, regia di Chris Solimine (2007)
- The Last Station, regia di Michael Hoffman (2009) - produttore esecutivo
- Lo schiaccianoci (The Nutcracker) (2010)
- Belye noči počtal'ona Alekseja Trjapicyna (2014)
- Paradise (Raj) (2016)
- Il peccato - Il furore di Michelangelo (2019) - co-produttore
- Dorogie tovarišči (2020)

### Attore
- L'infanzia di Ivan (Ivanovo detstvo), regia di Andrej Tarkovskij (1962)
- Ho vent'anni (Mne dvadtsat' let), regia di Marlen Chuciev (1965)

## Riconoscimenti

### Premi cinematografici
- Premio Oscar
  - 1983 – Candidatura al miglior cortometraggio per Split Cherry Tree
- Mostra internazionale d'arte cinematografica
  - 1966 – In concorso per il Leone d'oro al miglior film con Il primo maestro
  - 2002 – Leone d'argento - Gran premio della giuria per La casa dei matti
  - 2002 – Premio dell'UNICEF per La casa dei matti
  - 2002 – In concorso per il Leone d'oro al miglior film con La casa dei matti
  - 2014 – Leone d'argento - Premio speciale per la regia per Belye noči počtal'ona Alekseja Trjapicyna
  - 2014 – Green Drop Award per Belye noči počtal'ona Alekseja Trjapicyna
  - 2014 – In concorso per il Leone d'oro al miglior film con Belye noči počtal'ona Alekseja Trjapicyna
  - 2016 – Leone d'argento – Premio speciale per la regia per Paradise (ex aequo con Amat Escalante per La región salvaje)
  - 2016 – In concorso per il Leone d'oro al miglior film con Paradise
  - 2020 – Premio speciale della giuria per Dorogie tovarišči
  - 2020 – In concorso per il Leone d'oro al miglior film con Dorogie tovarišči
- Festival di Cannes
  - 1979 – Grand Prix Speciale della Giuria per Siberiade
  - 1979 – In concorso per la Palma d'oro con Siberiade
  - 1986 – In concorso per la Palma d'oro con A 30 secondi dalla fine
  - 1987 – In concorso per la Palma d'oro con I diffidenti
  - 1994 – In concorso per la Palma d'oro con Asja e la gallina dalle uova d'oro
- Festival di Berlino
  - 1992 – In concorso per l'Orso d'oro con Il proiezionista
- Festival internazionale del cinema di Karlovy Vary
  - 1974 – Globo di Cristallo per Romans o vljublënnych
- Premio César
  - 1985 – Candidatura al miglior film straniero per Maria's Lovers
- Premio Flaiano
  - 2003 – Premio alla carriera
- Premio Robert Bresson - 2016

## Citazioni letterarie
Alcuni film di Andrej Končalovskij (Zio Vanja e A trenta secondi dalla fine) vengono citati da Gianrico Carofiglio nel suo romanzo La misura del tempo (2019); il regista è presentato come una delle figure che più hanno influenzato e stimolato la capacità riflessiva del protagonista, l'avvocato Guido Guerrieri.